# Schefflera pauciradiata
Schefflera pauciradiata är en araliaväxtart som beskrevs av Maguire, Steyerm. och David Gamman Frodin. Schefflera pauciradiata ingår i släktet Schefflera och familjen araliaväxter. Inga underarter finns listade.